# Олена Бродовська (комуністичний діяч)
Олена Бродовська (пол. Helena Brodowska; 29 вересня 1888, Лович — 4 серпня 1937, СРСР) — хімік, діяч СДКПіЛ і КПП.
Дочка єврейського лікаря Леона. У лютому 1905 року її було виключено з середньої школи для участі в шкільному страйку. У той час вона приєдналася до СДКПіЛ. 1906—1913 рр. вивчала хімію у Вищій технічній школі Цюриха. Під час перебування у Швейцарії вона вийшла заміж за діяча СДКПіЛ Мечислава Бронського-Варшавського. 1913-1919 працювала в муніципальній лабораторії Цюриха та на хімічних заводах в Менцингені інженером-хіміком. У січні 1919 року, повернувшись до Польщі, вона приєдналася до КПРП. У червні 1920 року працювала в партійному видавництві КПРП у Берліні, а з осені 1921 року за згодою ЦК КПРП працювала спеціалістом-хіміком в офісі продажів РРФСР у Берліні. Потім вийшла заміж за Стефана Братмана-Бродовського. У жовтні 1926 року, повернувшись до Польщі, вона керувала центральною партійною технікою КПП (з псевдонімом "Янка"). 1928 року вона приїхала до СРСР і вступила до КПРС завершивши партійне стажування з 1919 р., після чого, разом із чоловіком, на короткий час вирушила до Берліна та Харкова. У 1933-1935 рр. була членом Верховної Ради з питань економічної політики СРСР у Москві. Наприкінці 1935 року стала директором хімічного заводу в Калаті в Свердловської області. 25 травня 1937 року її було заарештовано, а 4 серпня 1937 року — страчено, як учасника великого терору.